# Сермашу
Сермашу (рум. Sărmașu) — місто у повіті Муреш в Румунії. Адміністративно місту підпорядковані такі села (дані про населення за 2002 рік):
- Балда (1256 осіб)
- Вішинелу (563 особи)
- Ларга (72 особи)
- Моруц (106 осіб)
- Сермешел-Гаре (763 особи)
- Сермешел (817 осіб)
- Тітіана (39 осіб)

Місто розташоване на відстані 298 км на північний захід від Бухареста, 38 км на північний захід від Тиргу-Муреша, 43 км на схід від Клуж-Напоки.

## Населення
За даними перепису населення 2002 року у місті проживали 7493 особи.
Національний склад населення міста:
| Національність | Кількість осіб | Відсоток |
| -------------- | -------------- | -------- |
| румуни         | 5086           | 67,9%    |
| угорці         | 1820           | 24,3%    |
| цигани         | 577            | 7,7%     |
| німці          | 4              | 0,1%     |
| євреї          | 3              | < 0,1%   |
| серби          | 1              | < 0,1%   |

Рідною мовою назвали:
| Мова      | Кількість осіб | Відсоток |
| --------- | -------------- | -------- |
| румунська | 5603           | 74,8%    |
| угорська  | 1803           | 24,1%    |
| циганська | 83             | 1,1%     |
| німецька  | 2              | < 0,1%   |

Склад населення міста за віросповіданням:
| Релігія                             | Кількість осіб | Відсоток |
| ----------------------------------- | -------------- | -------- |
| православні                         | 5340           | 71,3%    |
| реформати                           | 1429           | 19,1%    |
| адвентисти                          | 450            | 6,0%     |
| греко-католики                      | 143            | 1,9%     |
| римо-католики                       | 44             | 0,6%     |
| п'ятдесятники                       | 18             | 0,2%     |
| атеїсти                             | 3              | < 0,1%   |
| унітарії                            | 2              | < 0,1%   |
| лютерани (Аугсбурзького сповідання) | 2              | < 0,1%   |
| не релігійні                        | 2              | < 0,1%   |
| баптисти                            | 1              | < 0,1%   |
| бретрени                            | 1              | < 0,1%   |
| старообрядці                        | 1              | < 0,1%   |
| юдеї                                | 1              | < 0,1%   |
| не вказали релігію                  | 3              | < 0,1%   |

## Зовнішні посилання
- Дані про місто Сермашу на сайті Ghidul Primăriilor